# Peugeot Argentina
Peugeot Argentina est la filiale argentine du constructeur franco-italo-américain Stellantis, à travers sa filiale Stellantis Argentina, fondée en 1960. Peugeot abandonne le marché argentin en 1981, avant de reprendre le constructeur SEVEL Argentina en 1999, alors renommé Peugeot-Citroën Argentina. Elle est intégrée à Stellantis Argentina en 2021. 
Cette filiale, fondée en 1960, a assemblé des Peugeot 403 jusqu'en 1965 où un partenariat fut formé avec Citroën. En 1980, Peugeot souhaite se retirer d'Argentine. Le 28 février 1980, la société issue du partenariat avec Citroën, S.A.FR.AR, est intégrée dans Fiat Concord pour créer SEVEL Argentina, regroupement encouragé par la loi Nº 21.932 de Reconversion de l'Industrie Automobile argentine. En 1981, Peugeot se retire définitivement d'Argentine et vend une partie de sa participation dans SEVEL Argentina à Fiat Concord, puis le solde au groupe argentin SOCMA de la famille Macri en 1982. 
SEVEL Argentina va poursuivre la production sous licence des modèles Peugeot 504 berline et pick-up aux côtés des modèles Fiat : 128, 147, Regatta, Duna, Uno CS, Fiorino et Tipo ainsi que du pick-up Chevrolet C10.
En 1996, des licences de production des modèles Fiat arrivent à expiration. Privée des modèles Fiat, SEVEL Argentina se rapproche de Peugeot qui envisage de revenir en Argentine. SEVEL obtient la licence de production de la 306 et de modèles Citroën.
En 1997, PSA rachète une participation de 15% dans SEVEL Argentina qu'il va porter à 85% en 1998. SEVEL Argentina S.A. est alors renommée Peugeot-Citroën Argentina S.A. et débute de production des modèles Peugeot Partner et Citroën Berlingo. En 1999, PSA rachète 99,8% de SEVEL Argentina et lance la Peugeot 206.
En 2021, à la suite de la fusion de Fiat-Chrysler et de PSA, l'usine d'El Palomar est devenue la propriété du groupe Stellantis qui y produit les modèles Peugeot Partner, 308 et 408 ainsi que les Citroën C4 Lounge et Berlingo pour les marchés Sud Américains au rythme d'environ 50.000 véhicules par an.

## Histoire

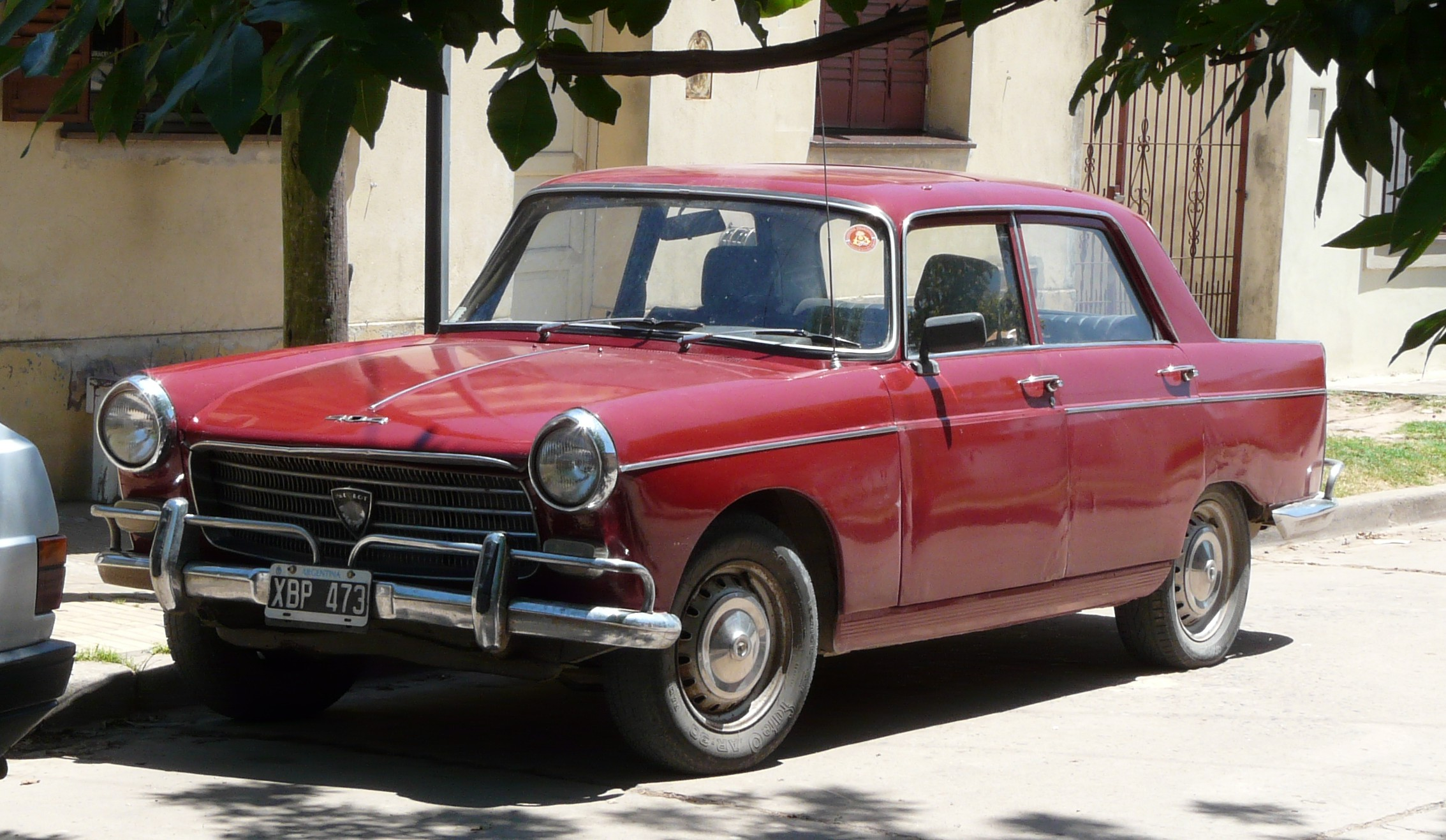
Peugeot 404 Argentina

Au début de 1956, la Peugeot 403, qui avait été lancée en France en 1955, a commencé à être importée en Argentine par la société DAPA.SA. L'accueil du modèle sur le marché local argentin et le développement croissant de ce marché prometteur a amené la direction des Automobiles Peugeot France à envisager de créer une filiale en Argentine. En 1958, un accord de partenariat est signé avec la société I.A.F.A. (Industriales Argentinos Fabricantes de Automóviles) pour l'assemblage local de la Peugeot 403 avec des composants d'origine française. En septembre 1959, le gouvernement d'Arturo Frondizi autorise le projet de production par IAFA sous licence d'Automobiles Peugeot grâce à un investissement de 4,5 millions US$ en machines et équipements. 
Le plan, financé par une banque suisse, ne concernait que et seulement le modèle 403 à hauteur de 4 000 véhicules fabriqués en 1960 avec une augmentation de 1 000 unités au cours des deux années suivantes. Le Décret Présidentiel n° 12272 a déterminé que l'usine devait être construite au-delà d'un rayon de 100 km de la capitale fédérale Buenos Aires. Enfin, avec un investissement global de 10 millions US$, l'usine est construite sur la route 2 dans la localité Berazategui. 

### Début controversé
L'usine a commencé son activité en milieu d'année 1960 et cette même année, la production fut de 1 912 Peugeot 403 au total. En 1961, il était prévu une production de 5 000 exemplaires dans le cadre du plan d'origine et l'année suivante, la production devait monter à 7 000 plus 2 300 unités d'un nouveau modèle, la Peugeot 404. La production réelle de I.A.F.A. atteint respectivement 96 % et 90 % de ces chiffres. Pourtant, malgré ce bon départ, la société n'était pas considérée comme un véritable constructeur mais tout au plus comme un simple atelier de montage local sans aucune production. La demande d'adhésion à l'ADEFA (Asociación de Fabricantes de Automotores de la República Argentina) a été naturellement rejetée. 
En outre, un certain nombre d'irrégularités dans l'importation des composants français a entraîné un scandale judiciaire qui a abouti à l'arrêt de l'activité. L'usine a été fermée en septembre 1964.

### Nouvelle société

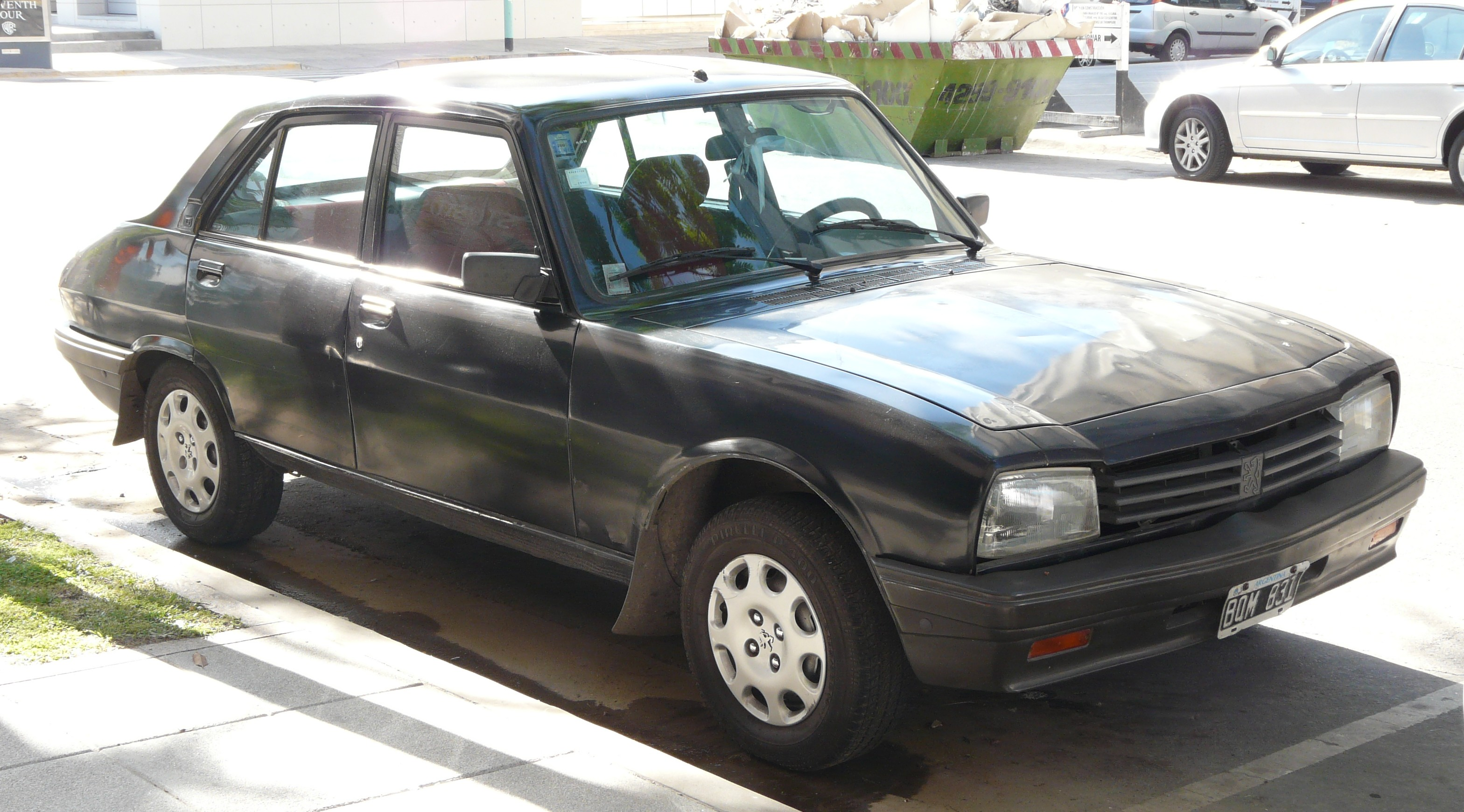
Peugeot 504 Argentina

En 1965, la production reprend après la création d'une nouvelle société appelée "S.A.FR.AR" (Sociedad de Automóviles FRanco ARgentinos), avec comme actionnaires minoritaires les sociétés françaises Peugeot et Citroën. Une fois approuvée, en 1965, la nouvelle société va fabriquer un total de 6 600 exemplaires des deux modèles. En fin de cette même année, la 403 est abandonnée. La production a doublé en 1966 et a continué à croître dans les années suivantes. La Peugeot 404 reçoit de nombreuses améliorations mécaniques et des investissements sont faits dans l'usine de Berazategui pour augmenter la capacité de production. 
En 1967, le T4B basé sur le modèle 403 est lancé et en 1969 la nouvelle 504 fait son apparition. La Peugeot 504 a représenté une étape importante dans l'industrie automobile de l'Argentine et sa production, après de nombreuses mises à jour, se poursuivra jusqu'en 2000. Au début des années 70, le pick-up T4B est remplacé par une version nouvelle construite sur la base de la 404.

### AnnéesSEVEL Argentina
En 1980, Peugeot, dont les ventes stagnent sous les 20 000 unités par an, souhaite se retirer d'Argentine. Les directions de Fiat et Peugeot, encouragées par la loi Nº 21.932 de Reconversion de l'Industrie Automobile argentine, organisent le regroupement de leurs filiales SAFRAR et Fiat Concord, 1er constructeur d'Argentine. Fiat Concord intègre SAFRAR-Peugeot pour créer SEVEL Argentina (Sociedad Europea de VEhículos por Latinoamerica), une entreprise qui fabriquera les automobiles sous licence des sociétés mères Fiat Auto et PSA en conservant l'identité de chaque marque. Le nouveau partenariat, dont Fiat représentait plus du double des ventes de Peugeot, va permettre à la fois la croissance des ventes qui confirmeront Fiat leader du marché avec plus de 40 %. En 1981, Peugeot se retire définitivement d'Argentine et vend une partie de sa participation dans SEVEL Argentina à Fiat Concord. La Peugeot 505 est lancée en 1981. 
En 1982, Peugeot vend au groupe argentin SOCMA de la famille Macri le solde de ses parts encore détenues dans SEVEL Argentina. En 1983, la 504 et le Pick Up bénéficient d'une nouvelle ligne et de moteurs diesel. Au début des années 1990, SEVEL commence à produire localement certaines versions de la gamme 405. 
En 1992, la société est cotée à la bourse de Buenos Aires et en 1995, à la suite de la grave crise financière qui a paralysé le pays pendant plus d'un an, Fiat vend le solde de ses parts dans SEVEL Argentina au groupe argentin SOCMA de la famille Macri qui devient alors l'unique actionnaire de SEVEL Argentina et de sa filiale SEVEL Uruguay. Mauricio Macri, futur Président de la République d'Argentine, est nommé vice-Président de la société puis Président en 1994. 
En 1996, les licences accordées par Fiat à Sevel Argentina arrivent à expiration. SEVEL commence la production de la Peugeot 306. Au mois de juin 1996, Fiat reprend son indépendance afin de produire ses propres modèles à travers une nouvelle société Fiat Argentina, nouvellement créée, qui engage la construction d'une nouvelle usine ultra moderne et entièrement robotisée pour un coût de 600 millions US$, à l'image de son usine italienne de Melfi, en Italie du sud, où est fabriquée la Fiat Punto. Cette nouvelle usine, opérationnelle dès le 20 décembre 1996, 18 mois à peine après le démarrage des travaux, est livrée clés en mains par Fiat Impresit, dimensionnée pour une production de 1.200 véhicules par jour soit, 280 000 véhicules par an.
En 1997, Peugeot recommence à investir en Argentine et réintroduit la marque Citroën qui avait quitté le pays en 1979 à la suite de sa faillite. PSA achète à la famille Macri, restée seul actionnaire de SEVEL Argentina, une participation de 15% qui passera à 50% un an plus tard. Le Groupe Macri, qui avait toujours été lié au groupe Fiat dans le passé, vend le solde de sa participation dans SEVEL à PSA le 15 décembre 1999. 
SEVEL Argentina poursuivra son activité avec uniquement les productions Peugeot et Citroën jusqu'en janvier 2000. SEVEL Argentina a été rebaptisée PSA Argentina en février 2000.

### Groupe PSA, nouveau propriétaire
En 2000, Automobiles Peugeot France (PSA) reprend le contrôle de sa filiale en Argentine. Il a été annoncé un plan d'investissement se terminant par le lancement de les gammes 306 et 206 et les utilitaires Partner et Citroën Berlingo, toutes produites dans l'ancienne usine d'El Palomar. Le dernier modèle présenté par la marque est la Peugeot 307 fabriquée en 9 versions depuis le 23 mars 2004. 
L'investissement a exigé 50 millions d'euros et l'Argentine est devenue le premier pays, hors France, pour la production de ce modèle. La production est estimée de 16 000 exemplaires par an pour les quatre prochaines années, ciblant l'approvisionnement des marchés latino-américains. 